# Henrik Rehr
Henrik Rehr (né le 28 octobre 1964 à Odense) est un auteur de bande dessinée danois qui a travaillé dans de nombreux styles. Il est surtout connu pour son travail sur comic strip classique Ferdinand (1988-2006) et la série jeunesse Petzi (depuis 2006). Il a cependant également réalisé des bandes dessinées d'horreur, de guerre ou autobiographiques dans un style plus réaliste.

## Distinction
- 1995 :  Prix Urhunden du meilleur album étranger pour Danmark besat t. 5 : Hjemsøgt (avec Morten Hesseldahl et Niels Roland)

## Publications en français
- Mardi 11 septembre, Vents d'Ouest, coll. « Intégra », 2003  (ISBN 2-7493-0097-5)[1].
- Gavrilo Princip : L'Homme qui changea le siècle, Futuropolis, 2014  (ISBN 978-2-7548-1098-2).
- La Chute de Cuba (dessin), avec Morten Hesseldahl (scénario), Presque lune, coll. « Lune froide », 2017  (ISBN 978-2-917897-28-7).
- David Crook : Souvenirs d'une révolution (dessin), avec Julien Voloj (scénario), Urban China, 2018  (ISBN 978-2-372-59080-8).
- Léon & Sofia Tolstoï (dessin), avec Chantal Van den Heuvel (scénario), Futuropolis, 2020  (ISBN 978-2-7548-2460-6).